# Ezechiel Britschgi
Ezechiel Britschgi (* 15. April 1917 in Luzern; † 20. April 2006 in Flühli; eigentlich Arthur Britschgi) war Mitglied des Kapuzinerordens und Schweizer Schriftsteller.

## Leben
Arthur Britschgi studierte katholische Theologie und wurde Mitglied des Kapuzinerordens, wo er den Ordensnamen Ezechiel annahm.
In Luzern arbeitete er für die Jugendseelsorge, wirkte als Hausmissionar und baute die Spanierseelsorge auf. 1974 übernahm er als Pfarrer die Pfarrei Flühli im Entlebuch, wo er bis 2003 im Amt war und auch seine letzten Lebenstage verbrachte. Von 1981 bis 1986 war er auch bekannt als Sprecher des Wortes zum Tag bei Radio DRS 1.

## Werke

### Sachbücher
- Illgauer Chronik 1303–1948. Schwyz 1949
- Mein Taufname. Solothurn: Schweizer Jugend 1949
- Mein Taufpatron. Solothurn: Schweizer Jugend 1951
- Name verpflichtet. Würzburg: Arena 1959, erweiterte 4. Auflage 2003. Nachschlagewerk zu christlichen Namen.

### Jugendbücher
- Die namenlosen Helden. St. Gallen 1951
- Bei den Menschenfressern von Maranhao. Einsiedeln: Waldstatt 1951
- Dolores. Einsiedeln: Waldstatt 1951
- Feuer im Gran Pajonal. Einsiedeln: Waldstatt 1952
- Der Rote Drachen. Einsiedeln: Waldstatt 1952
- Kurt jagt nach dem Glück. Solothurn: Schweizer Jugend 1952, 1960
- Der Sohn des Grosskaziken. Würzburg: Arena 1953
- Der Bandenführer von Pamplona. Würzburg: Arena 1954
- Der Gottessänger im Urwald. Würzburg: Arena 1954
- Der Adler von Jalisco. Würzburg: Arena 1956
- Der Held von Peñaflor. Würzburg: Arena 1957
- Kameraden auf grosser Fahrt. Würzburg: Arena 1957, 1961
- Mädchen auf grosser Fahrt. Würzburg: Arena 1957, 1961
- Armida erobert Italien. Würzburg: Arena 1958
- Kleine Waldstattbücher. Einsiedeln: Waldstatt 1952–53
- Vorbilder der Jugend. Würzburg: Arena 1953–60

### Radiosendungen, Hörspiele
- Zum neuen Tag. Ansprachen. Gesendet. Schüpfheim 1986

### Anderes
- Alle Lichtlein brennen. Einsiedeln: Waldstatt 1952 (Stein a. Rhein, 1977)
- Aufregung im Vatikan. Sarnen: Nussbaum 1983
- Skandal auf dem Friedhof. Sarnen: Nussbaum 1985